# Joseph Andriacchi
Joseph „the Builder“ Andriacchi (* 20. Oktober 1932; † 10. oder 11. August 2024) war ein hochrangiger Mobster der US-amerikanischen Mafia und galt seit 2007 als Mitglied eines Führungstrios des Chicago Outfit zusammen mit Joseph Lombardo und John DiFronzo († 2018).

## Chicago Outfit
Wann genau Andriacchi Vollmitglied der Mafia wurde, ist unbekannt; 1992 wurde er angeklagt an einem Autobombenattentat beteiligt zu sein, bei dem eine Zeugin beseitigt werden sollte.
1997 meldete die Chicago Sun-Times seinen Aufstieg zu einem hochrangigen Mitglied unter Boss John DiFronzo.
Mit diesem und Joseph Lombardo soll er von 2007 bis 2018 ein Führungstrio als Oberhaupt des Outfit gebildet haben.